# Camelot

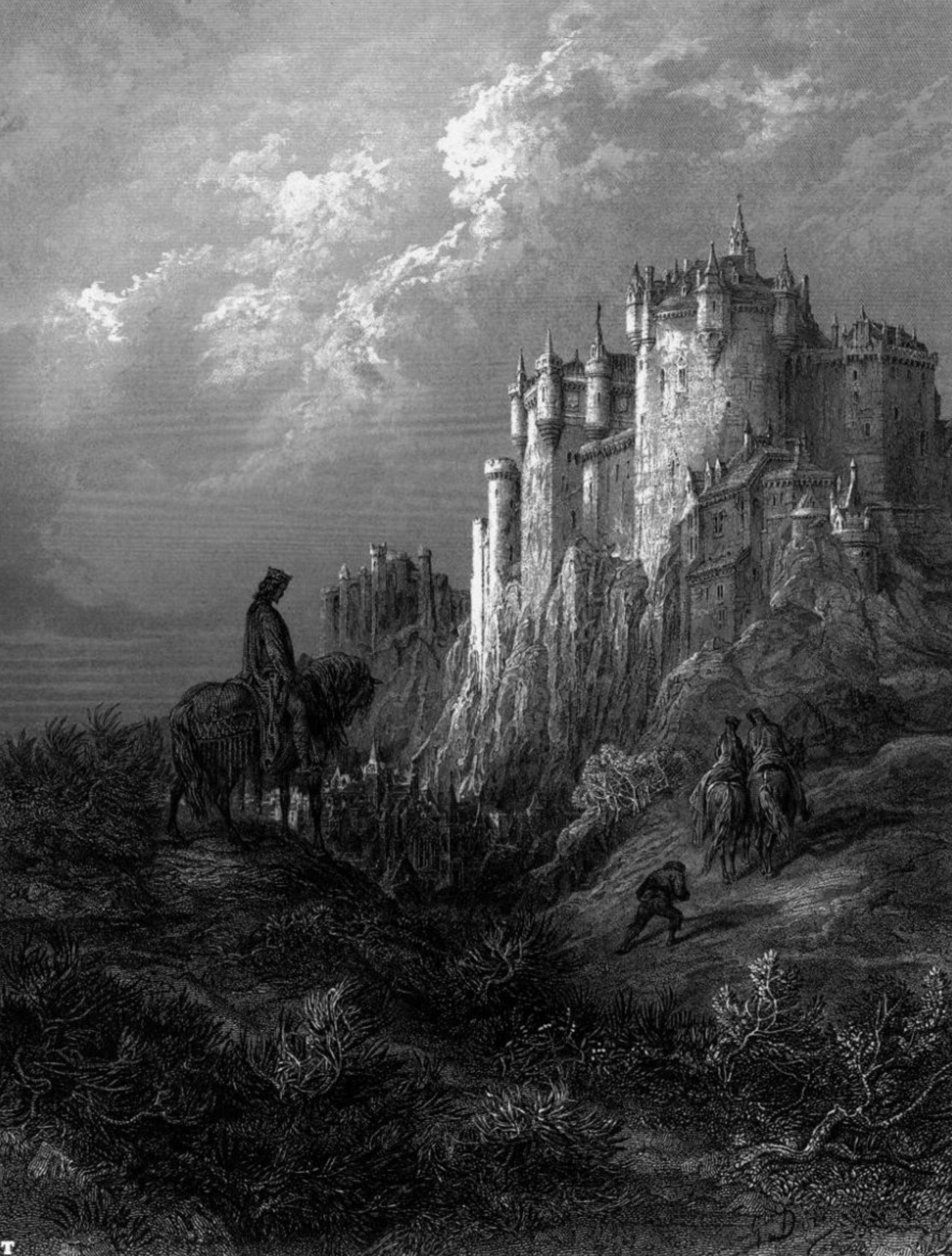
Camelot auf einer Illustration aus Gustave Dorés „Idylls of the King“, 1868

Camelot ist der Hof des mythischen britannischen Königs Artus. Die gleichnamige Sage benennt zahlreiche Personen, die an diesem Hof gelebt haben sollen. 

## Geschichte und Lokalisierungen
Der Verfasser des ursprünglichen Artus-Manuskripts, Geoffrey of Monmouth, nennt als Residenzstadt von König Artus die walisische Ortschaft Caerleon (bei Newport), in deren Nähe sich die römische Siedlung Isca Silurum befindet; Monmouth deutete die Ruine des antiken Amphitheaters als Camelot. Allerdings wird in der Originalfassung der Name „Camelot“ nicht erwähnt. Dieser taucht erstmals Ende des 12. Jahrhunderts in den Schriften des französischen Dichters Chrétien de Troyes auf.
1542 brachte der englische Schreiber John Leland Cadbury Castle als Camelot in Verbindung mit der Artus-Sage. Er schrieb: „...The people can teil nothing here but that they have heard say Arthur much resortet to Camalot.“ Lokale Legenden erzählen vom spukenden Artus-Geist, der nachts in der Region sein Unwesen treiben soll. Die Größe der Befestigungswälle sowie wertvolle dort ausgegrabene Scherben weisen auf einen reichen und mächtigen Burgherren hin. Entstanden ist die Fluchtburg bereits in der Eisenzeit; im 5. Jahrhundert ist sie erneut befestigt worden.
Ebenfalls als Camelot identifiziert wurde die heutige Stadt Colchester. Demnach leitet sich der Burgname von der römischen Bezeichnung Camulodunum ab. Auch hierfür gibt es keinerlei Beweise. Camelot wird darüber hinaus mit Tintagel Castle in Cornwall  als Geburtsstätte von Artus in Verbindung gebracht. In der Nähe der Burg wurde ein Stein mit der Namens-Inschrift Artognou gefunden, der verschiedentlich als Beleg für die Anwesenheit eines Artus gedeutet wurde. Weitere Orte, an denen Camelot vermutet wird, sind z. B. Carlisle, Dinas Bran, die walisische Ruinenanlage Viroconium und Winchester. Letzteres wurde bereits im 15. Jahrhundert von Thomas Malory mit Camelot gleichgesetzt.

## Verarbeitung in Videospielen
In „Stronghold Legends“ gibt es eine Kampagne, die sich auf die Geschichte von König Arthur und Camelot konzentriert. Spieler können die Rolle von König Arthur übernehmen und Camelot vor Bedrohungen wie den Eroberern oder magischen Kreaturen verteidigen. Außerdem wird die „Spezialfähigkeit“ von Sir Bedivere, einem spielbaren Tafelrundenritter, „Horn von Camelot“ (englisch: "Horn of Camelot") genannt, mit welcher man die Wälle einer Burg oder Festung zerstören kann.